# Кукујевци
Кукујевци су насеље у општини Шид, у Сремском округу, у Србији. Налази се на државном путу IIБ реда 120, на 12. километру од Шида према Сремској Митровици и на три километра удаљености од ауто-пута А3, кроз село пролази железничка пруга (Железничка станица Кукујевци-Ердевик). Има око 2000 становника, претежно Срба.

## Географски положај
Место са севера омеђавају јужни обронци Фрушке горе.

## Историја
Електричну струју насеље је добило око 1950, воду, асфалт и телефонску централу почетком осамдесетих, а здравствену амбуланту са зубном ординацијом почетком деведесетих.
У селу се говорила икавица, која је престала да се користи осамдесетих година 20. века.
Деведесетих година 20. века у Кукујевце се доселио велики број Срба из више од 160 места из Лике, Кордуна, Баније, Далмације, Славоније и других крајева у Хрватској, разменивши претходно куће и имања са дотадашњим староседеоцима Хрватима,, док је мањи део Срба пребегао из Босне.

## Привреда
Основна економска делатност становништва је пољопривреда. Добар део становништва бави се интензивним ратарством и воћарством. Дуван се узгаја на око 1.200 хектара сеоског атара, што представља највеће површине под том индустријском културом у Србији. Гаји се сорта светла Вирџинија. Произвођачи дувана опремљени су монтажним сушарама у којима се помоћу дизел горива или гаса суши дуван. Од осталих пољопривредних култура гаје се шећерна репа, соја, кукуруз, сунцокрет, пшеница.
У селу постоје пољопривредне задруге „Ратар“ и „Рит“.
Протеклих година отворено је низ пољопривредних и других предузећа. У селу ради индустрији меса „Агропапук“ (од 2001), затим фирма „Беокапра“ (од 2009), која има фарму коза и бави се производњом козјег млека, увозно-извозна фирми „Асолер“ (2002), која се бави набавком и пласманом вулканизерски машина и алата.

## Здравство
Село има здравствену станицу са лекаром и особљем, стоматолошку ординацију, а у склопу здравствене станице се налази и апотека.

## Образовање
У центру насеља се налази одељење шидске Основне школе „Бранко Радичевић“, у којој се похађа настава до осмог разреда. У оквиру школе налазе се и одељење предшколске установе „Јелица Станивуковић-Шиља“.

## Култура и спорт
Овде се налази Римокатоличка црква Светог Тројства у Кукујевцима, површине 920 m², чија је изградња започела 1770. године, на подстицај Марије Терезије. Пошто су је тешко оштетили немачки војници при повлачењу 1944, обновљена је 1957. Након расељавања хрватског становништва деведесетих, остала је запуштена и ради се на њеној обнови.
Одмах преко пута, од старе школе, која није била у употреби, 1993. године, изграђена је и освећена православна црква Храм Велике Госпојине, а звоник је дозидан и освећен 1997. године. Та црква је срушена 2015. и изграђена исте године нова црква посвећена Успењу Пресвете Богородице. Храм припада шидској црквеној општини, у Епархији сремској.
У селу делују Културно-уметничко друштво „Ђердан“, Актив жена „Вретено“, удружење пензионера, ловачки клуб „Фазан“ и постоји Фудбалски клуб „Обилић“.
Сеоска слава Кукујеваца је Велика Госпојина.

## Демографија
Према попису из 2022. било је 1490 становника.
У насељу Кукујевци живи 1799 пунолетних становника, а просечна старост становништва износи 40,2 година (38,9 код мушкараца и 41,5 код жена). У насељу има 712 домаћинстава, а просечан број чланова по домаћинству је 3,16.
Ово насеље је великим делом насељено Србима (према попису из 2002. године), након што је током рата на просторима бивше Југославије највећи део до тада већинског хрватског становништва заменио куће са Србима протераним из Хрватске. Пре рата, Хрвати су чинили преко 89% становништва Кукујеваца.
|  |

| Демографија | Демографија | Демографија |
| Година      | Становника  | Становника  |
| ----------- | ----------- | ----------- |
| 1948.       | 2.671       |             |
| 1953.       | 2.660       |             |
| 1961.       | 2.598       |             |
| 1971.       | 2.345       |             |
| 1981.       | 1.985       |             |
| 1991.       | 1.821       | 1.698       |
| 2002.       | 2.252       | 2.282       |
| 2011.       | 1.955       |             |
| 2022.       | 1.490       |             |

| Етнички састав према попису из 2002.‍ | Етнички састав према попису из 2002.‍ | Етнички састав према попису из 2002.‍ | Етнички састав према попису из 2002.‍ | Етнички састав према попису из 2002.‍ |
| ------------------------------------ | ------------------------------------ | ------------------------------------ | ------------------------------------ | ------------------------------------ |
|                                      |                                      |                                      |                                      |                                      |
| Срби                                 | Срби                                 |                                      | 2.106                                | 93,51%                               |
| Хрвати                               | Хрвати                               |                                      | 72                                   | 3,19%                                |
| Југословени                          | Југословени                          |                                      | 11                                   | 0,48%                                |
| Словаци                              | Словаци                              |                                      | 5                                    | 0,22%                                |
| Мађари                               | Мађари                               |                                      | 2                                    | 0,08%                                |
| Чеси                                 | Чеси                                 |                                      | 1                                    | 0,04%                                |
| Словенци                             | Словенци                             |                                      | 1                                    | 0,04%                                |
| Македонци                            | Македонци                            |                                      | 1                                    | 0,04%                                |
| непознато                            | непознато                            |                                      | 40                                   | 1,77%                                |

| Година пописа     | 1948. | 1953. | 1961. | 1971. | 1981. | 1991. | 2002. |
| ----------------- | ----- | ----- | ----- | ----- | ----- | ----- | ----- |
| Број домаћинстава | 597   | 625   | 689   | 652   | 615   | 623   | 712   |

| Број чланова      | 1   | 2   | 3   | 4   | 5  | 6  | 7  | 8 | 9 | 10 и више | Просек |
| ----------------- | --- | --- | --- | --- | -- | -- | -- | - | - | --------- | ------ |
| Број домаћинстава | 103 | 190 | 124 | 158 | 80 | 40 | 13 | 2 | 2 | 0         | 3,16   |

| Пол    | Укупно | Неожењен/Неудата | Ожењен/Удата | Удовац/Удовица | Разведен/Разведена | Непознато |
| ------ | ------ | ---------------- | ------------ | -------------- | ------------------ | --------- |
| Мушки  | 941    | 300              | 571          | 44             | 23                 | 3         |
| Женски | 951    | 180              | 568          | 171            | 26                 | 6         |
| УКУПНО | 1.892  | 480              | 1.139        | 215            | 49                 | 9         |

| Пол    | Укупно                    | Пољопривреда, лов и шумарство | Рибарство                            | Вађење руде и камена | Прерађивачка индустрија       |
| ------ | ------------------------- | ----------------------------- | ------------------------------------ | -------------------- | ----------------------------- |
| Мушки  | 621                       | 400                           | 0                                    | 0                    | 76                            |
| Женски | 387                       | 275                           | 0                                    | 0                    | 28                            |
| УКУПНО | 1.008                     | 675                           | 0                                    | 0                    | 104                           |
| Пол    | Производња и снабдевање   | Грађевинарство                | Трговина                             | Хотели и ресторани   | Саобраћај, складиштење и везе |
| Мушки  | 3                         | 29                            | 26                                   | 8                    | 28                            |
| Женски | 0                         | 0                             | 30                                   | 17                   | 1                             |
| УКУПНО | 3                         | 29                            | 56                                   | 25                   | 29                            |
| Пол    | Финансијско посредовање   | Некретнине                    | Државна управа и одбрана             | Образовање           | Здравствени и социјални рад   |
| Мушки  | 0                         | 2                             | 14                                   | 6                    | 1                             |
| Женски | 0                         | 4                             | 5                                    | 5                    | 10                            |
| УКУПНО | 0                         | 6                             | 19                                   | 11                   | 11                            |
| Пол    | Остале услужне активности | Приватна домаћинства          | Екстериторијалне организације и тела | Непознато            | Непознато                     |
| Мушки  | 4                         | 0                             | 0                                    | 24                   | 24                            |
| Женски | 3                         | 1                             | 0                                    | 8                    | 8                             |
| УКУПНО | 7                         | 1                             | 0                                    | 32                   | 32                            |

## Познати Кукујевчани
- Ивана Параџиковић, хрватска телевизијска водитељка, уредница и новинарка
- Живко Бертић, хрватски писац
- Љубица Коларић-Думић, хрватска списатељица